# Кени Џи
Кенет Брус Горлик (енгл. Kenneth Bruce Gorelick; 5. јун 1956), познатији као Кени Џи (енгл. Kenny G), амерички џез саксофониста.
Основни инструмент му је сопран саксофон, а свира и тенор и алт саксофон и, повремено, флауту.
Кени Џи се, под утицајем Гроувера Вашингтона, определио за тзв. smooth џез, тј. врло комерцијалну, мелодијску врсту лаганог џеза. Свирао је са многима (Гроувер Вашингтон, Арета Френклин, Витни Хјустон итд), а веома је успешан и као извођач сопствених композиција.